# 34467 Raphotter
34467 Raphotter è un asteroide della fascia principale. Scoperto nel 2000, presenta un'orbita caratterizzata da un semiasse maggiore pari a 3,0161432 au e da un'eccentricità di 0,0141548, inclinata di 1,36047° rispetto all'eclittica.